# Typhinellus sowerbii
Typhinellus sowerbii är en snäckart som först beskrevs av William John Broderip 1833.  Typhinellus sowerbii ingår i släktet Typhinellus och familjen purpursnäckor. Inga underarter finns listade i Catalogue of Life.